# Campionati del mondo di BMX 2012
I Campionati del mondo di BMX 2012, diciassettesima edizione della competizione, si svolsero alla National Indoor Arena di Birmingham, in Regno Unito, dal 23 al 26 maggio.

## Programma
Mercoledì 23 maggio
- 18:00 - 18:45 Cerimonia d'apertura

Giovedì 24 maggio
- 19:00 - 21:55 Allenamenti

Venerdì 25 maggio
- 12:25 - 14:40 Allenamenti
- 14:45 - 18:00 Qualificazioni cronometro
- 21:00 - 22:00 Super finali cronometro

Sabato 26 maggio
- 17:20 - 18:50 Qualificazioni Elite e Junior
- 19:05 - 21:25 Finali Elite e Junior

Orari in UTC+1

## Medagliere
| Pos.   | Nazione       | Oro | Argento | Bronzo | Totale |
| ------ | ------------- | --- | ------- | ------ | ------ |
| 1      | Stati Uniti   | 3   | 2       | 1      | 6      |
| 2      | Francia       | 2   | 2       | 4      | 8      |
| 3      | Australia     | 2   | 0       | 0      | 2      |
| 4      | Colombia      | 1   | 1       | 0      | 2      |
| 5      | Gran Bretagna | 0   | 2       | 0      | 2      |
| 6      | Germania      | 0   | 1       | 1      | 2      |
| 7      | Danimarca     | 0   | 0       | 1      | 1      |
| 7      | Rep. Ceca     | 0   | 0       | 1      | 1      |
| Totale | Totale        | 8   | 8       | 8      | 24     |

## Sommario degli eventi
| Eventi                       | Oro                             | Tempo  | Argento                         | Tempo  | Bronzo                       | Tempo  |
| Uomini                       |                                 |        |                                 |        |                              |        |
| Gara Elite dettagli          | Sam Willoughby Australia        | 25"923 | Joris Daudet Francia            | 26"766 | Moana Moo-Caille Francia     | 27"471 |
| Gara Junior (dettagli)       | Carlos Alberto Ramírez Colombia | 27"511 | Maliek Blyndloss Stati Uniti    | 28"697 | Léopold Tramier Francia      | 29"384 |
| Cronometro Elite (dettagli)  | Connor Fields Stati Uniti       | 25"806 | Liam Phillips Gran Bretagna     | 26"178 | Sylvain André Francia        | 26"261 |
| Cronometro Junior (dettagli) | Romain Mahieu Francia           | 26"796 | Carlos Alberto Ramírez Colombia | 27"087 | Lain Van Ogle Stati Uniti    | 27"149 |
| Donne                        |                                 |        |                                 |        |                              |        |
| Gara Elite dettagli          | Magalie Pottier Francia         | 29"646 | Eva Ailloud Francia             | 29"792 | Romana Labounková Rep. Ceca  | 30"442 |
| Gara Junior (dettagli)       | Felicia Stancil Stati Uniti     | 29"503 | Nadja Pries Stati Uniti         | 30"553 | Dani George Germania         | 30"990 |
| Cronometro Elite (dettagli)  | Caroline Buchanan Australia     | 28"942 | Shanaze Reade Gran Bretagna     | 29"401 | Eva Ailloud Francia          | 29"699 |
| Cronometro Junior (dettagli) | Felicia Stancil Stati Uniti     | 29"850 | Nadja Pries Germania            | 30"406 | Simone Christensen Danimarca | 30"507 |